# Маска

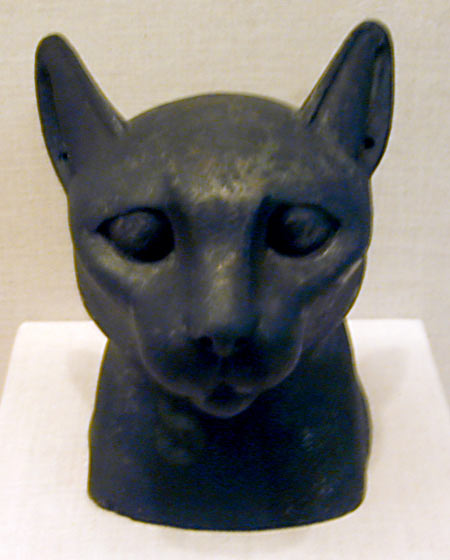
Поховальна маска, Єгипет

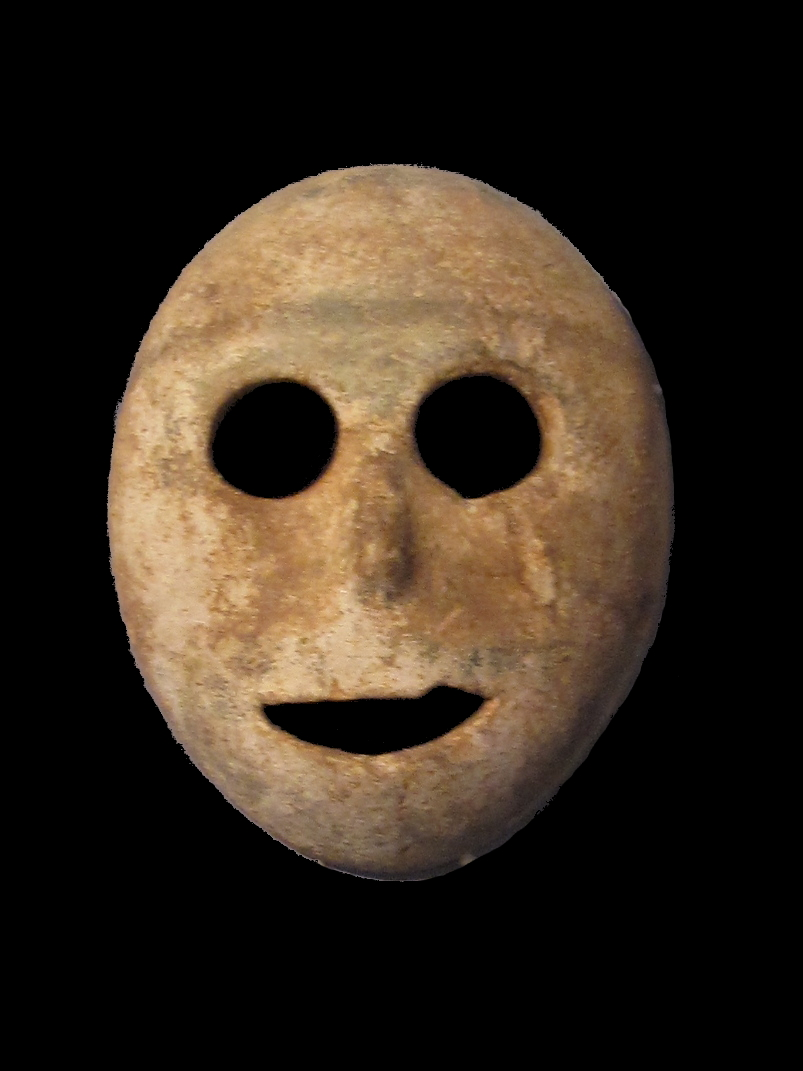

Ма́ска (заст. машкара́, личи́на) — виріб зі щілинами для очей, що вдягається на обличчя.
Слово маска походить через фр. masque і італ. maschera від араб. مَسْخَرَة. Варіант маскара також походить з арабського слова, через посередництво тур. maskara.

## Маска для сну
При використанні маски навіть короткочасний сон стає глибшим, що позитивно позначається на самопочутті. Вона допомагає добре виспатися і вдень і вночі, зняти напругу з стомлених очей.
Сомнологи — фахівці в галузі вивчення розладів сну, прийшли до висновку, що мелатонін — гормон сну, виробляється тільки в темряві. Мелатонін надає комплексний вплив на організм, зокрема дослідники відзначили, що люди, які сплять в темряві, мають повноцінний імунітет. Найменше світло провокує порушення сну. Небажання дітей спати вдень — це не примха. Дитина часто не може заснути при світлі. Але варто затемнити кімнату — і малюк одразу засинає.

## Ритуальна маска
Первісна людина почала використовувати маску під час особливих ритуалів посвячення у таїну, відлякування злих духів, що несуть хвороби і нещастя.
Французькому антропологу Клоду Штраусу належить припущення, що в обрисах давніх масок знайшли відображення не лише смаки та уподобання давніх людей, а й погляди на Добро і Зло, на стосунки зі світом Світла і Темряви, і навіть — на Космос. На думку іншого, Марджорі Халбіна — маска — об'єкт, що сприяє миттєвому перевтіленню на зображувану істоту.

## Посмертна маска

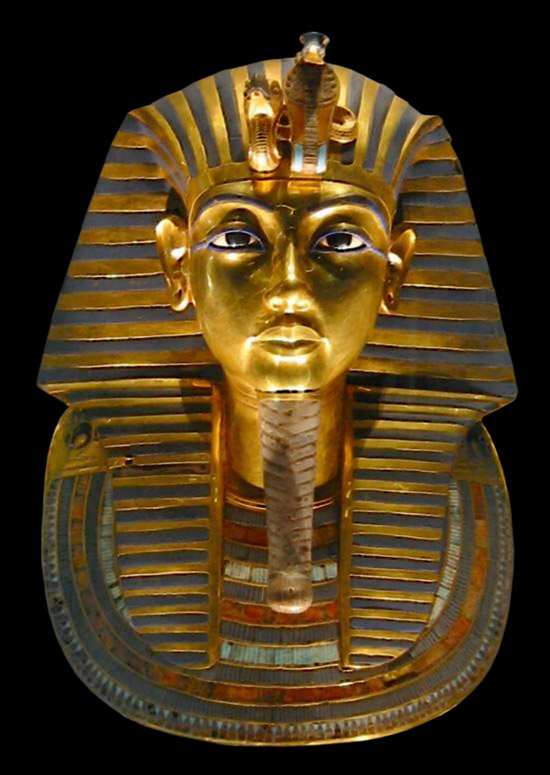
Поховальна маска фараона

Посмертна маска — восковий або гіпсовий зліпок, знятий з обличчя померлої людини одразу після її смерті. для фараонів Єгипту маски виготовлялися з золота, простим людям їх робили з папірусу, льону, клею і фарби. 

## Маска театральна
Докладніше: Театральна маска
Маска — невід'ємний атрибут театру. Хоча тепер маска нечасто зустрічається у театрі, зате без неї немислимий карнавал.

## Маска у психіатрії
Маска, вважається, справляє активний вплив на людину. Вона може допомогти при нервових захворюваннях; при виготовленні маски людина позбувається деяких комплексів, що заважають їй у повсякденні. Це пов'язано із т. зв. механізмом психічної дисоціації — захисного механізму, завдяки якому мисленнєві процеси та функції відокремлюються від загального потоку свідомості (контексту).
Маска для сну — застосовують для лікування певних видів порушення сну. Розповсюджена у побуті, для людей з порофесіями де порушений звичний світловий ритм роботи.

## Маска медична
Поширеним способом захисту від інфекцій, що передаються повітряно-краплинним шляхом, є медичні маски. У загальному вигляді вони є пов'язкою на особу, що закриває ніс і рот людини, і виготовляються з матеріалу, що пропускає повітря, але що затримує крапельки мокроти при видиху (марля, вата, неткані матеріали). Медичні маски використовують при спілкуванні з ослабленими хворими, також їх використовують в сезони масового поширення ГРВІ для захисту оточення від захворювання.
В медицині НС та анестезіології і реанімації застосовують маски для інгаляції кисню та знеболювальних речовин:
- Нереверсивна маска
- Кишенькова маска

## Косметична маска
Існує багато варіантів косметичних масок, і дія їх різноманітна. Одні очищають шкіру та волосся, інші пом'якшують, живлять і зміцнюють, треті чинять на неї знежирюючу і терпку дію, четверті вибілюють. Багато хто має лікувальні властивості: знімають роздратування і запалення. Вибирають маски з урахуванням пори року, віку і стану шкіри.

## Бойова маска
- Личина (обладунок)
- Балістична маска (тактична маска) (для обличчя)[5]

## Маска у спорті
- Лижна маска
- Маска воротаря (хокей)
- Маска (шпага, рапіра, шабля)
- Маска (кендо) (див.Боґу)
- Дзукін (маска) (див.Спорядження ніндзя)
- Пейнтбольна маска (див.Пейнтбол)